# Walter Herold
Walter Herold (10 de agosto de 1897 - 28 de noviembre de 1944) fue un oficial en la Wehrmacht de la Alemania Nazi durante la II Guerra Mundial que comandó varias divisiones. Fue condecorado con la Cruz de Caballero de la Cruz de Hierro. Herold murió en combate el 28 de noviembre de 1944 cerca de Slupia, Bochnia, Polonia. Fue promovido póstumamente a Generalmajor.

## Condecoraciones
- Cruz de Caballero de la Cruz de Hierro el 13 de octubre de 1941 como Oberstleutnant y comandante del Artillerie-Regiment 10 (mot.)[1]